# Филмографија Одри Хепберн
Одри Хепберн (1929–1993) била је британска глумица која је имала дугу каријеру на филму, телевизији и позоришту. Неки сматрају да је једна од најлепших жена свих времена, а Амерички филмски институт ју је рангирао као трећу највећу филмску легенду у америчкој кинематографији. Она је такође запамћена као икона филма и стила. Њен филмски деби је била улога стјуардесе у холандском филму Холандски у седам лекција из 1948. године. Одри је потом наступала на британској позорници као хористкиња у мјузиклима High Button Shoes (1948) и Sauce Tartare (1949). Две године касније, дебитовала је на Бродвеју као насловни лик у представи Gigi. Холивудски деби био је у улози одбегле принцезе у филму Празник у Риму (1953) у режији Вилијам Вајлер, где је глумила са Грегоријем Пеком. Ова улога ју је прославила и за њу је добила Оскара за најбољу глумицу, БАФТА награду за најбољу британску глумицу и Златни глобус за најбољу глумицу у филму – драма. Године 1954. играла је ћерку шофера ухваћену у љубавном троуглу у романтичној комедији Сабрина коју је режирао Били Вајлдер. Исте године, добила је награду Тони за најбољу глумицу у представи за улогу титуларне водене нимфе у представи Ondine.
Њена следећа улога била је Наташа Ростова у филмској адаптацији Рата и мира Лава Толстоја из 1956. године. Године 1957. Одри је глумила са Фредом Астером у музичком филму Смешно лице, и са Гаријем Купером и Морисом Шевалијеом у Љубав по подне Билија Вајлдера. Две године касније, појавила се у романтичном авантуристичком филму Зелене виле, и играла часну сестру у Причи о калуђерици. Године 1961. играла је Холи Голајтли, девојку из кафића у романтичној комедији Доручак код Тифанија, и као учитељицу у Вајлеровој драми Гласна шапутања, заједно са Ширли Меклејн. Две године касније, појавила се заједно са Керијем Грантом у романтичном мистериозном филму Шарада. Одри је глумила у романтичној комедији Париз у невреме, заједно са Вилијамом Холденом, и Елајзу Дулитл у мјузиклу Моја лепа госпођице (оба из 1964). Године 1967. играла је слепу жену којој прете дилери дроге у напетом трилеру Сачекај до мрака, који јој је донео номинацију за Оскара за најбољу глумицу. Девет година касније, играла је Леди Маријан са Шоном Конеријем као Робином Худом у филму Робин и Маријана.
Њено последње појављивање у филму била је улога анђела у остварењу Увек (1989) Стивена Спилберга. Њена последња улога на телевизији била је улога домаћина телевизијског серијала Gardens of the World with Audrey Hepburn (1993), за коју је постхумно добила Еми за изванредне индивидуалне постигнуће - информативни програм. Као признање за своју каријеру, Одри је добила специјалну награду од БАФТА-е, Златни глобус Сесил Б. Демил награду, награду Удружења филмских глумаца за животно дело и специјалну награду Тони.

## Филм
| Година | Наслов                     | RoУлога                                      | Напомена                                                | Изв.                 |
| ------ | -------------------------- | -------------------------------------------- | ------------------------------------------------------- | -------------------- |
| 1948.  | Холандски у седам лекција  | стјуардеса                                   |                                                         | [ 26 ]               |
| 1951.  | One Wild Oat               | хотелска рецепционерка                       | непотписана                                             | [ 26 ]               |
| 1951.  | Laughter in Paradise       | девојка са цигаром                           |                                                         | [ 27 ]               |
| 1951.  | Банда са Лавендер Хила     | Чикита                                       |                                                         | [ 28 ]               |
| 1951.  | Приче младих супруга       | Ив Лестер                                    |                                                         | [ 29 ]               |
| 1952.  | Тајни људи                 | Нора Брентано                                |                                                         | [ 30 ]               |
| 1952.  | Monte Carlo Baby           | Линда Фарел Мелиса Фарел (француска верзија) | истовремено сниман на енглеском и француском језику фр. | [ 31 ] [ 32 ] [ 33 ] |
| 1953.  | Празник у Риму             | Принцеза Ен                                  |                                                         | [ 34 ]               |
| 1954.  | Сабрина                    | Сабрина Феарчајлд                            |                                                         | [ 35 ] [ 36 ]        |
| 1956.  | Рат и мир                  | Наташа Ростова                               |                                                         | [ 37 ]               |
| 1957.  | Смешно лице                | Џо Стоктон                                   |                                                         | [ 38 ]               |
| 1957.  | Љубав по подне             | Аријан Шавас                                 |                                                         | [ 39 ]               |
| 1959.  | Зелене виле                | Рима                                         |                                                         | [ 40 ]               |
| 1959.  | Прича о калуђерици         | Сестра Лук                                   |                                                         | [ 17 ]               |
| 1960.  | Непомирљиви                | Рејчел Закари                                |                                                         | [ 17 ]               |
| 1961.  | Доручак код Тифанија       | Холи Голајтли                                |                                                         | [ 17 ]               |
| 1961.  | Гласна шапутања            | Карен Рајт                                   |                                                         | [ 17 ]               |
| 1963.  | Шарада                     | Регина Ламперт                               |                                                         | [ 41 ]               |
| 1964.  | Париз у невреме            | Габријел Симпсон                             |                                                         | [ 42 ]               |
| 1964.  | Моја лепа госпођице        | Елиза Дулитл                                 |                                                         | [ 17 ]               |
| 1966.  | Како украсти милион        | Никол Боне                                   |                                                         | [ 17 ]               |
| 1967.  | Путовање удвоје            | Џоана Волас                                  |                                                         | [ 43 ]               |
| 1967.  | Сачекај до мрака           | Сузи Хендрикс                                |                                                         | [ 44 ]               |
| 1976.  | Робин и Маријана           | Леди Маријан                                 |                                                         | [ 45 ]               |
| 1979.  | Крвне везе                 | Елизабет Рофе                                |                                                         | [ 46 ]               |
| 1981.  | Дан када су се сви смејали | Ангела Ниотес                                |                                                         | [ 47 ]               |
| 1989.  | Заувек                     | Хап                                          |                                                         | [ 48 ]               |

## Телевизија
| Година | Наслов                                   | Улога             | Напомена                                        | Изв.                 |
| ------ | ---------------------------------------- | ----------------- | ----------------------------------------------- | -------------------- |
| 1950.  | Saturday Night Revue                     | непознато         | 3 епизоде                                       | [ 49 ] [ 50 ] [ 51 ] |
| 1951.  | Sunday Night Theatre                     | Целиа             | епизода: The Silent Village                     | [ 52 ]               |
| 1952.  | Toast of the Town                        | Леди Џејн Греј    | епизода: Nine Days a Queen                      | [ 53 ]               |
| 1952.  | CBS Television Workshop                  | Вирџинија Форсајт | епизода: Rainy Day at Paradise Junction         | [ 54 ] [ 55 ]        |
| 1957   | Producers' Showcase                      | Мери Вецера       | епизода: Mayerling                              | [ 56 ]               |
| 1970.  | A World of Love                          | себе              | Уницеф специјал                                 | [ 57 ]               |
| 1987.  | Love Among Thieves                       | Каролин Дулак     | телевизијски филм                               | [ 58 ] [ 59 ]        |
| 1988.  | American Masters                         | себе              | епизода: Directed by William Wyler документарац | [ 60 ]               |
| 1988.  | Gregory Peck: His Own Man                | себе              | документарац                                    | [ 61 ]               |
| 1993.  | Gardens of the World with Audrey Hepburn | себе              | документарни серијал                            | [ 62 ]               |

## Позориште
| Година     | Наслов            | Улога          | Позориште               | Напомена                          | Изв.          |
| ---------- | ----------------- | -------------- | ----------------------- | --------------------------------- | ------------- |
| 1948–1949. | High Button Shoes | девојка        | Лондонски хиподром      |                                   | [ 63 ]        |
| 1949.      | Sauce Tartare     | девојка        | Позориште Кембриџ       |                                   | [ 17 ] [ 64 ] |
| 1950.      | Sauce Piquante    | главна глумица | Позориште Кембриџ       |                                   | [ 17 ]        |
| 1951–1952  | Gigi              | Гиџи           | Позориште Фултон        | 24. новембар 1951 – 31. мај 1952. | [ 65 ]        |
| 1954.      | Ondine            | Ондин          | Позориште Ричард Роџерс | 18. фебруар 1954 – 3. јул 1954.   | [ 66 ]        |